# Maxim Burtasov
Maksim Anatolyevitch Burtasov (en russe : Максим Анатольевич Буртасов) né le 7 septembre 1989 à Belorezk-16 est un biathlète russe.

## Carrière
En 2010, il reçoit sa première sélection en équipe de Russie, prenant par aux Championnats d'Europe chez les juniors, remportant la médaille d'or du sprint, puis la médaille d'argent de la poursuite.
Lors de la saison 2011-2012, il obtient deux podiums individuels dans l'IBU Cup, dont il se classe deuxième au classement général. Durant cet hiver, il prend part à trois étapes de Coupe du monde et obtient avec une 32e place sur la poursuite à Holmenkollen le meilleur résultat de sa carrière dans l'élite mondiale.
En 2013, il remporte deux titres de champion de Russie (super-sprint et super-poursuite). Deux ans plus tard, il ajoute un troisième titre sur le marathon (40 km) et la même année, il remporte deux médailles à l'Universiade.

## Palmarès

### Coupe du monde
- Meilleur classement général : 93e en 2012.
- Meilleur résultat individuel : 32e.

#### Classements en Coupe du monde
| Saison    | Classement général final | Individuel | Sprint | Poursuite | Mass start |
| 2011-2012 | 93e                      |            | 93e    | 71e       |            |

### Universiades
- Médaille d'argent du sprint en 2015 à Osrblie.
- Médaille de bronze à la poursuite en 2015.

### Championnats d'Europe
- Médaille d'argent du relais mixte en 2010 (moins de 26 ans).

### Championnats d'Europe junior
- Médaille d'or du sprint en 2010.
- Médaille d'argent de la poursuite en 2010.

### IBU Cup
- 2e du classement général en 2012.
- 2 podiums individuels.